# إشتفان فينزي
إشتفان فينزي (بالمجرية: Vincze István)‏ هو لاعب كرة قدم ومدرب كرة قدم مجري في مركز الهجوم، ولد في 22 يناير 1967 في تاتابانيا في المجر. شارك مع منتخب المجر لكرة القدم. أما مع النوادي، فقد لعب مع بيرسخوت إيه سي ونادي بودابست هونفيد ونادي سانتا كلارا ونادي فاساس ونادي ليتشي.

## وصلات خارجية
- إشتفان فينزي على موقع الاتحاد الأوربي (الإنجليزية)
- إشتفان فينزي على موقع قاعدة بيانات كرة القدم.إي يو (الإنجليزية)
- إشتفان فينزي على موقع ناشيونال فوتبول تيمز (الإنجليزية)